# Fontenelle-Montby
Fontenelle-Montby és un municipi francès situat al departament del Doubs i a la regió de Borgonya - Franc Comtat. L'any 2007 tenia 108 habitants.

## Demografia

### Població
El 2007 la població de fet de Fontenelle-Montby era de 108 persones. Hi havia 38 famílies de les quals 4 eren unipersonals (4 dones vivint soles i 4 dones vivint soles), 13 parelles sense fills i 21 parelles amb fills.
La població ha evolucionat segons el següent gràfic:
Habitants censats

### Habitatges
El 2007 hi havia 43 habitatges, 38 eren l'habitatge principal de la família, 3 eren segones residències i 2 estaven desocupats. Tots els 43 habitatges eren cases. Dels 38 habitatges principals, 34 estaven ocupats pels seus propietaris, 2 estaven llogats i ocupats pels llogaters i 2 estaven cedits a títol gratuït; 1 tenia dues cambres, 3 en tenien tres, 9 en tenien quatre i 24 en tenien cinc o més. 34 habitatges disposaven pel capbaix d'una plaça de pàrquing. A 18 habitatges hi havia un automòbil i a 16 n'hi havia dos o més.

### Piràmide de població
La piràmide de població per edats i sexe el 2009 era:
| Homes | Edats   | Dones |
| ----- | ------- | ----- |
| 0     | 95 o +  | 0     |
| 0     | 90 a 94 | 0     |
| 0     | 85 a 89 | 0     |
| 0     | 80 a 84 | 0     |
| 0     | 75 a 79 | 0     |
| 4     | 70 a 74 | 4     |
| 4     | 65 a 69 | 0     |
| 8     | 60 a 64 | 0     |
| 0     | 55 a 59 | 4     |
| 0     | 50 a 54 | 4     |
| 0     | 45 a 49 | 0     |
| 0     | 40 a 44 | 0     |
| 4     | 35 a 39 | 4     |
| 0     | 30 a 34 | 0     |
| 12    | 25 a 29 | 8     |
| 0     | 20 a 24 | 8     |
| 0     | 15 a 19 | 4     |
| 4     | 10 a 14 | 4     |
| 8     | 5 a 9   | 0     |
| 4     | 0 a 4   | 8     |

## Economia
El 2007 la població en edat de treballar era de 61 persones, 42 eren actives i 19 eren inactives. De les 42 persones actives 41 estaven ocupades (23 homes i 18 dones) i 1 aturada (1 home). De les 19 persones inactives 6 estaven jubilades, 6 estaven estudiant i 7 estaven classificades com a «altres inactius».
Activitats econòmiques
Dels 3 establiments que hi havia el 2007, 1 era d'una empresa de comerç i reparació d'automòbils, 1 d'una empresa de transport i 1 d'una empresa de serveis.
L'any 2000 a Fontenelle-Montby hi havia 4 explotacions agrícoles que ocupaven un total de 424 hectàrees.

## Equipaments sanitaris i escolars
El 2009 hi havia una escola maternal integrada dins d'un grup escolar amb les comunes properes formant una escola dispersa.

## Poblacions més properes
El següent diagrama mostra les poblacions més properes.